# Canto Claro Produções Artísticas
Canto Claro Produções Artísticas é uma produtora de filmes brasileira, que detém os direitos das obras de Antonio Carlos da Fontoura, tendo produzido ou co-produzido todos os seus longa e curta-metragens, vídeos e documentários.

## Filmografia
- 2013 - Somos tão Jovens
- 2006 - Gatão de Meia Idade
- 2006 - No Meio da Rua
- 1998 - Uma Aventura do Zico
- 1984 - Espelho de Carne
- 1977 - Cordão De Ouro
- 1974 - A Rainha Diaba
- 1969 - Copacabana Me Engana